# Google Sets
Google Sets was een testproduct van Google Labs. Het product gaf de mogelijkheid om suggesties voor zoekopdrachten te verzamelen met behulp van één of meerdere trefwoorden. Een rij met als trefwoorden Amsterdam, Rotterdam, Den Haag en Utrecht gaf bijvoorbeeld de lijst:
Rotterdam · Amsterdam · Utrecht · Den Haag · Eindhoven · Maastricht · Arnhem · Leiden · Breda · Nijmegen · Groningen · Tilburg · Haarlem · Delft · Leeuwarden
Google Sets is op 5 september 2011 uitgeschakeld als onderdeel van het verkleinen van Google Labs.